# Brabantse Pijl 2000
De 40e editie van de Brabantse Pijl vond plaats op zondag 26 maart 2000. Johan Museeuw won deze eendaagse Belgische wedstrijd door Nico Mattan en Rolf Sørensen in de slotfase af te troeven. De koers ging over een afstand van 194 kilometer, met de start in Zaventem en de finish in Alsemberg. Slechts 26 renners wisten de eindstreep te bereiken.

## Uitslag
| Brabantse Pijl 2000 |                  |                          |          |
| Plaats              | Naam             | Ploeg                    | Tijd     |
| Winnaar             | Johan Museeuw    | Mapei-Quick Step         | 4u33'43" |
| 2                   | Nico Mattan      | Cofidis                  | + 7"     |
| 3                   | Rolf Sørensen    | Rabobank                 | + 10"    |
| 4                   | Ruggero Marzoli  | Cantina Tollo-Regain     | + 1' 38" |
| 5                   | Wilfried Peeters | Mapei-Quick Step         | + 1' 43" |
| 6                   | Peter Farazijn   | Cofidis                  | z.t.     |
| 7                   | Jesper Skibby    | Memory Card-Jack & Jones | z.t.     |
| 8                   | Michael Boogerd  | Rabobank                 | z.t.     |
| 9                   | Martin Hvastija  | Alessio-Banca SMG        | z.t.     |
| 10                  | Geert Verheyen   | Lotto-Adecco             | z.t.     |

1961 · 1962 · 1963 · 1964 · 1965 · 1966 · 1967 · 1968 · 1969 · 1970 · 1971 · 1972 · 1973 · 1974 · 1975 · 1976 · 1977 · 1978 · 1979 · 1980 · 1981 · 1982 · 1983 · 1984 · 1985 · 1986 · 1987 · 1988 · 1989 · 1990 · 1991 · 1992 · 1993 · 1994 · 1995 · 1996 · 1997 · 1998 · 1999 · 2000 · 2001 · 2002 · 2003 · 2004 · 2005 · 2006 · 2007 · 2008 · 2009 · 2010 · 2011 · 2012 · 2013 · 2014 · 2015 · 2016 · 2017 · 2018 · 2019 · 2020 · 2021 · 2022 · 2023 · 2024